# Ентоні Гардінґ (стрибун у воду)
Ентоні Гардінґ (30 червня 2000 , Ashton-under-Lyned, Північно-Західна Англія ) — британський стрибун у воду, призер чемпіонату світу.